# Basílica de Santa María la Mayor de Linares
La Basílica de Santa María la Mayor es un templo cristiano católico de Linares, provincia de Jaén. De estilo gótico y renacentista, se encuentra situada frente al Ayuntamiento, al final de la «Costezuela» que termina ante la lonja de la basílica. Es monumento Histórico-Artístico, fue construida sobre una antigua mezquita, durante los siglos XIII al XV. Fue declarada Basílica por el papa Francisco el 5 de abril de 2016, siendo la cuarta declarada en la diócesis.

## Descripción
En su construcción participaron los arquitectos Andrés de Vandelvira (crucero y arranques de la bóveda lateral del Evangelio); Andrés de Salamanca (en 1564); Juanes de Izpurrio (capilla mayor); y Eufrasio López de Rojas (portada de San Pedro). La portada de la Asunción procede del convento jiennense de La Coronada.
Conserva en su interior el cuerpo gótico de pilares octogonales y bóvedas cuatripartitas, mientras que la parte del crucero es renacentista. El retablo mayor, una de las principales obras de arte que atesora, es de estilo plateresco y lo componen veintidós tablas de mediados del siglo XVI que según el Prof. González Palau es una obra de la estirpe de Juan Correa de Vivar, completado en el s. XX por el artista Navas Parejo, que lo dota de relieves centrales y ejecuta un sagrario manifestador de plata. Preside el altar mayor desde 1953, cuando es trasladado a la iglesia de Linares desde la aldea leonesa de Villarrabines, en sustitución del desaparecido durante la Guerra Civil. De carácter narrativo, está dividido en cuatro ciclos: San Pelayo (en el primer piso; patrón de Villarrabines), Vida de la Virgen (segundo piso), Vida de Jesús (tercer piso), y parejas de profetas (banco).